# Théorie de l'agence
 (septembre 2016).
Améliorez-le ou discutez des points à vérifier. 
La théorie de l'agence ou dilemme de l'agence est la branche de l'économie qui s'occupe des conséquences du problème principal-agent, en particulier à l'intérieur d'une même unité économique, administration ou entreprise. En tant que telle, elle constitue un domaine à cheval entre l'économie industrielle et la théorie des organisations.
Michael C. Jensen et William H. Meckling définissent, en 1976, la relation d'agence comme un contrat par lequel une ou plusieurs personnes (le(s) principal(aux)) engage une autre personne (l'agent) pour exécuter en son nom une tâche quelconque qui implique une délégation de décision à l'agent.
Le but est de modéliser une relation dans laquelle un « principal » recrute un « agent » dans des conditions d'information imparfaite.

## Théorie
La théorie de l'agence est fondée sur une opposition entre deux agents :
- d'une part, le détenteur des moyens de production, alors appelé « actionnaire », ou de manière générale, « le principal » ;
- d'autre part, l'agent qui exploite les moyens de production du premier à sa demande.

Dans le monde de l'entreprise, il existe plusieurs relations de cette nature :
- Employeur – Salarié ;
- Épargnant – Banque ;
- Citoyen – Représentant élu ;
- Actionnaire – Gestionnaire;
- Franchiseur - Franchisé.

Une telle opposition, établie dans le but de maximiser le profit de l'actionnaire, permet à l'agent d'en tirer en échange des bénéfices (salaire, options d'achat d'actions…). Malgré le consentement mutuel, il y a une opposition des intérêts :
- l'actionnaire compte rentabiliser son capital ;
- l'agent veut tirer des bénéfices de son action, ce qui signifie entamer une part de la rentabilité du capital.

D'un point de vue plus général :
- le principal met en place un système qui pousse l'agent à réaliser l'action tout en dévoilant la totalité des informations ;
- l'agent veut garder le pouvoir décisionnel qu'il peut tirer de ses informations.

Par conséquent, une telle relation présente les risques suivants :
- asymétrie d'information (qu'elle soit volontaire ou non) ;
- aléa moral (non-respect de l'ensemble des règles et accords passés) ;
- antisélection (une asymétrie d'information trop importante peut inciter le principal à choisir par souci de rentabilité un bien ou service de moins bonne qualité, et l'agent à adopter un comportement dit de passager clandestin) ;

Mais aussi des coûts, appelés « coûts d'agence » :
- notamment ceux liés à la surveillance de l'agent (par exemple, un conseil d'administration) ;
- les coûts d'obligations supportés par l'agent ;
- les pertes résiduelles qui sont dues aux coûts d'opportunité du principal.

## Pratique
Adam Smith notait en 1776, dans sa Recherches sur la nature et les causes de la richesse des nations, que « les directeurs de ces sortes de compagnies (les sociétés par actions) étant les régisseurs de l'argent d'autrui plutôt que de leur propre argent, on ne peut guère s'attendre à ce qu'ils y apportent cette vigilance exacte et soucieuse que des associés apportent souvent dans le maniement de leurs fonds ».
La théorie de l'agence peut-être mobilisée dans de nombreuses applications. Eric von Hippel montre comment résoudre le dilemme « acheter ou innover » dans la relation entre un fabricant et un utilisateur (ce dernier pouvant être une firme ou un individu). L'utilisateur est le principal, le fabricant un agent. Il y a des coûts d'agence lorsque l'utilisateur fait appel à un fabricant pour se procurer un produit. En effet, l'utilisateur veut un produit qui réponde parfaitement à ses besoins dans la limite de son budget. En revanche, le fabricant va tenter de faire baisser les coûts engendrés par le développement du produit demandé en réutilisant des solutions existantes ou, au contraire, en anticipant sur la demande de ses futurs clients. Dans ce cadre, l'offre n'est pas exactement personnalisée. Aligner les intérêts du fabricant (agent) et de l'utilisateur (principal), engendre des coûts d'agence. Finalement, l'utilisateur fait un arbitrage et peut décider de concevoir lui-même le produit dont il a besoin plutôt que de l'acheter et ainsi éviter les coûts d'agence. Dans ce cas, von Hippel parle d'utilisateur innovateur.